# Lovisa Modig
Pour les articles homonymes, voir Modig.
Lovisa Modig est une fondeuse suédoise, née le 27 mars 1993 à Luleå.

## Biographie
Membre du club SK Bore, elle fait son apparition dans des courses officielles de la FIS lors de l'hiver 2009-2010, se classant notamment deuxième de sa troisième course. En 2012, elle est au départ de ses premières manches dans la Coupe de Scandinavie, où elle franchit le cap du top trente lors de la saison 2015-2016.
En janvier 2017, Modig fait ses débuts dans la Coupe du monde à Ulricehamn. Lors de la saison suivante, elle signe quelques top dix dans la Coupe de Scandinavie et est prend part aux Finales à Falun. Elle n'obtient pas de résultat significatif au niveau international pendant les deux saisons suivantes.
Elle doit attendre janvier 2021 pour être de nouveau sélectionnée en équipe nationale  avec l'étape de Coupe du monde disputée à Lahti, où malgré une chute et un bâton cassé, elle prend la trentième place au skiathlon et marque donc son premier point pour le classement général, puis prend part au relais qui termine deuxième, soit son premier résultat sur le podium à ce niveau.

## Palmarès

### Coupe du monde
- Meilleur classement général : 76e en 2021.
- 1 podium en relais : 1 deuxième place.

#### Classements détaillés
| Saison / Épreuve | Saison / Épreuve | Général | Général | Distance | Distance | Sprint | Sprint |
| Saison / Épreuve | Saison / Épreuve | Class.  | Points  | Class.   | Points   | Class. | Points |
| ---------------- | ---------------- | ------- | ------- | -------- | -------- | ------ | ------ |
| 2021             | 2021             | 76e     | 24      | 49e      | 24       | -      | -      |